# Benton City (Washington)
Benton City es una ciudad ubicada en el condado de Benton en el estado estadounidense de Washington. En el año 2000 tenía una población de 2.624 habitantes y una densidad poblacional de 582,2 personas por km².

## Geografía
Benton City se encuentra ubicada en las coordenadas 46°16′4″N 119°29′18″O / 46.26778, -119.48833.

## Demografía
Según la Oficina del Censo en 2000 los ingresos medios por hogar en la localidad eran de $33.636, y los ingresos medios por familia eran $43.036. Los hombres tenían unos ingresos medios de $32.464 frente a los $22.137 para las mujeres. La renta per cápita para la localidad era de $13.971. Alrededor del 15,7% de la población estaban por debajo del umbral de pobreza.